# Església parroquial de Santa Coloma de Cervelló
L'Església parroquial de Santa Coloma de Cervelló és una obra del municipi de Santa Coloma de Cervelló (Baix Llobregat) inclosa en l'Inventari del Patrimoni Arquitectònic de Catalunya.

## Descripció
L'església és d'una nau, amb capelles laterals afegides al segle xvi, que es cobreixen amb volta d'arestes. Al lloc on devia haver-hi l'absis, a llevant, hom obrí el 1594 el portal actual, amb llinda monolítica i rebranques de pedra. La volta de la nau és de canó seguida, una mica apuntada. A ponent conserva l'aparell ben escairat en carreus (visibles a l'interior) d'un romànic tardà, de la fi del segle xii o primeria del segle xiii, i una finestra en forma de creu. L'ull de bou superior és més tardà. El campanar, de planta quadrada és a migdia, on hi ha també la sagristia moderna i, al sud-est, una construcció rectangular, coberta amb embigat que es comunica amb un pas elevat sobre el camí, d'arcs carpanells, que comunica l'església amb la rectoria propera.

## Història
El 1026, al cartulari de Sant Cugat, se cita l'altar de Santa Coloma dins el Terme de Montpedrós. El 1089 l'església és ja documentada com a parròquia, dedicada a Santa Maria i a Santa Coloma. A partir del 1323 es comença a anomenar Santa Coloma de Cervelló. A partir de la fi del segle xvi hi ha documentats els altars de Sant Antoni, de Sant Sebastià, de Sant Roc, etc.